# Peer Jöchel
Peer Jöchel (Kiel, 6 marzo 1967) è un bobbista tedesco.

## Biografia
Viene ricordato come vincitore di una medaglia d'oro nella sua disciplina, vittoria ottenuta ai campionati mondiali del 1993 (edizione tenutasi a Innsbruck, Austria) insieme al connazionale Christoph Langen
Nell'edizione l'argento andò alla svizzera mentre il bronzo all'altra nazionale tedesca .